# Nierstein-Oppenheim
Nierstein-Oppenheim est une Verbandsgemeinde (commune fusionnée) de l'arrondissement de Mayence-Bingen dans la Rhénanie-Palatinat en Allemagne. Le siège de cette Verbandsgemeinde est dans la ville de Oppenheim.
La Verbandsgemeinde de Nierstein-Oppenheim consiste en cette liste d'Ortsgemeinden (municipalités locales) :

Localisation de la Verbandsgemeinde de Nierstein-Oppenheim dans l'arrondissement de Mayence-Bingen

1. Dalheim
2. Dexheim
3. Dienheim
4. Friesenheim
5. Hahnheim
6. Köngernheim
7. Mommenheim
8. Nierstein
9. Oppenheim
10. Selzen
11. Undenheim